# Karruacris
Karruacris is een geslacht van rechtvleugeligen uit de familie Lentulidae. De wetenschappelijke naam van dit geslacht is voor het eerst geldig gepubliceerd in 1958 door Dirsh.

## Soorten
Het geslacht Karruacris  is monotypisch en omvat slechts de volgende soort:
- Karruacris browni (Dirsh, 1958)